# Svetlahorsk
Svetlahorsk (in bielorusso Светлагорск?; in russo Светлогорск?, Svetlogorsk) è una città della Bielorussia, posta nella regione di Homel'.